# 瓦须乡
瓦须乡，是中华人民共和国四川省甘孜藏族自治州石渠县下辖的一个乡镇级行政单位。

## 行政区划
瓦须乡下辖以下地区：
哈达村、香钦村、干补村、热亚村、舍龙村和夺树村。